# Henry Lerolle

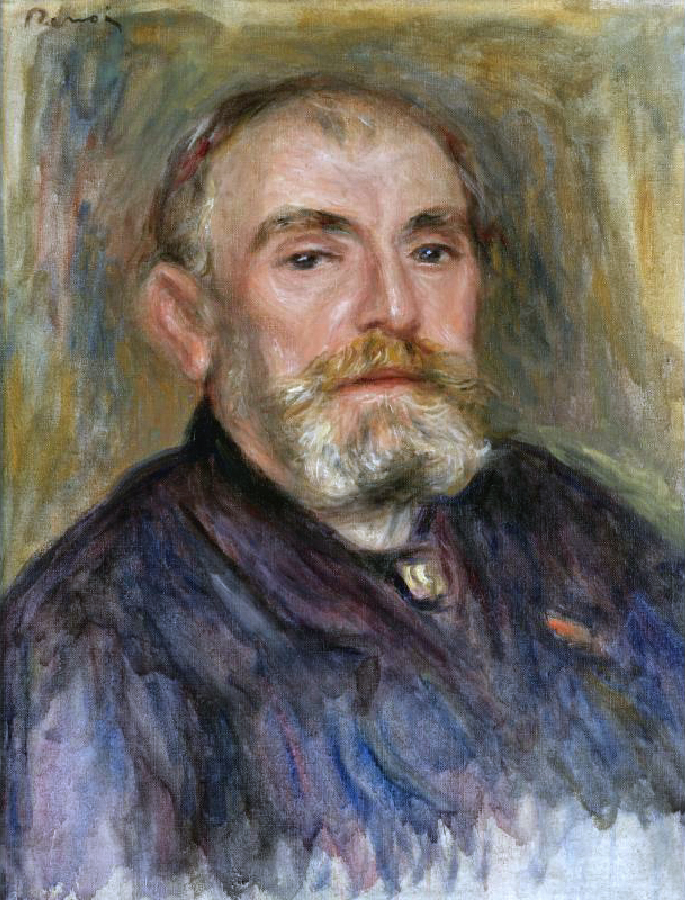
Henri Lerolle, målad av Pierre-Auguste Renoir.

Henri (Henry) Lerolle, född 4 oktober 1848 i Paris, död där 22 april 1929, var en fransk målare.
Lerolle är mest känd genom sin vackra och poetiska stora målning På landet (franska: Dans la campagne) som föreställer en bondflicka med sin fårahjord i en lund. Den ingår i samlingarna på Musée d'Orsay. Han målade på senare år mest porträtt, naket och landskap med figurer (På berget 1910). Han utförde dekorativa målerier i Hôtel de ville och i Sorbonne och målade kupolen i Notre Dame i Caen.